# Sent Sadornin
Saint-Saturnin és un municipi francès, situat al departament de Cher i a la regió de Centre – Vall del Loira. L'any 2007 tenia 428 habitants.

## Demografia

### Població
El 2007 la població de fet de Saint-Saturnin era de 428 persones. Hi havia 224 famílies, de les quals 80 eren unipersonals (36 homes vivint sols i 44 dones vivint soles), 108 parelles sense fills, 24 parelles amb fills i 12 famílies monoparentals amb fills.
La població ha evolucionat segons el següent gràfic:
Habitants censats

### Habitatges
El 2007 hi havia 469 habitatges, 227 eren l'habitatge principal de la família, 166 eren segones residències i 76 estaven desocupats. 463 eren cases i 4 eren apartaments. Dels 227 habitatges principals, 203 estaven ocupats pels seus propietaris, 16 estaven llogats i ocupats pels llogaters i 8 estaven cedits a títol gratuït; 2 tenien una cambra, 22 en tenien dues, 48 en tenien tres, 64 en tenien quatre i 91 en tenien cinc o més. 181 habitatges disposaven pel capbaix d'una plaça de pàrquing. A 114 habitatges hi havia un automòbil i a 85 n'hi havia dos o més.

### Piràmide de població
La piràmide de població per edats i sexe el 2009 era:
| Homes | Edats   | Dones |
| ----- | ------- | ----- |
| 0     | 95 o +  | 0     |
| 4     | 90 a 94 | 0     |
| 4     | 85 a 89 | 16    |
| 12    | 80 a 84 | 0     |
| 20    | 75 a 79 | 24    |
| 24    | 70 a 74 | 20    |
| 20    | 65 a 69 | 20    |
| 20    | 60 a 64 | 24    |
| 8     | 55 a 59 | 28    |
| 20    | 50 a 54 | 16    |
| 20    | 45 a 49 | 8     |
| 20    | 40 a 44 | 20    |
| 0     | 35 a 39 | 12    |
| 8     | 30 a 34 | 4     |
| 4     | 25 a 29 | 8     |
| 8     | 20 a 24 | 12    |
| 12    | 15 a 19 | 16    |
| 8     | 10 a 14 | 16    |
| 0     | 5 a 9   | 12    |
| 8     | 0 a 4   | 12    |

## Economia
El 2007 la població en edat de treballar era de 229 persones, 133 eren actives i 96 eren inactives. De les 133 persones actives 120 estaven ocupades (65 homes i 55 dones) i 13 estaven aturades (7 homes i 6 dones). De les 96 persones inactives 56 estaven jubilades, 3 estaven estudiant i 37 estaven classificades com a «altres inactius».

### Ingressos
El 2009 a Saint-Saturnin hi havia 218 unitats fiscals que integraven 416 persones, la mediana anual d'ingressos fiscals per persona era de 14.255 €.

### Activitats econòmiques
Dels 17 establiments que hi havia el 2007, 1 era d'una empresa alimentària, 7 d'empreses de construcció, 4 d'empreses de comerç i reparació d'automòbils, 2 d'empreses de transport, 1 d'una empresa d'hostatgeria i restauració, 1 d'una empresa de serveis i 1 d'una entitat de l'administració pública.
Dels 8 establiments de servei als particulars que hi havia el 2009, 1 era una oficina de correu, 1 paleta, 1 guixaire pintor, 1 fusteria, 1 electricista, 2 empreses de construcció i 1 restaurant.
Dels 2 establiments comercials que hi havia el 2009, 1 era una botiga de més de 120 m² i 1 una botiga de menys de 120 m².
L'any 2000 a Saint-Saturnin hi havia 56 explotacions agrícoles que ocupaven un total de 1.995 hectàrees.

## Equipaments sanitaris i escolars
El 2009 hi havia una escola elemental integrada dins d'un grup escolar amb les comunes properes formant una escola dispersa.

## Poblacions més properes
El següent diagrama mostra les poblacions més properes.